# 以安—祿寧鐵路
以安－祿寧鐵路是一條停用的鐵路，連接平陽省以安市以安站和平福省祿寧縣祿寧站（越柬邊境）。這條路線在越南戰爭期間被遺棄了。目前，有計劃恢復和重建這條連接128.5公里泛亞鐵路到柬埔寨鐵路。